# A. M. Pattison

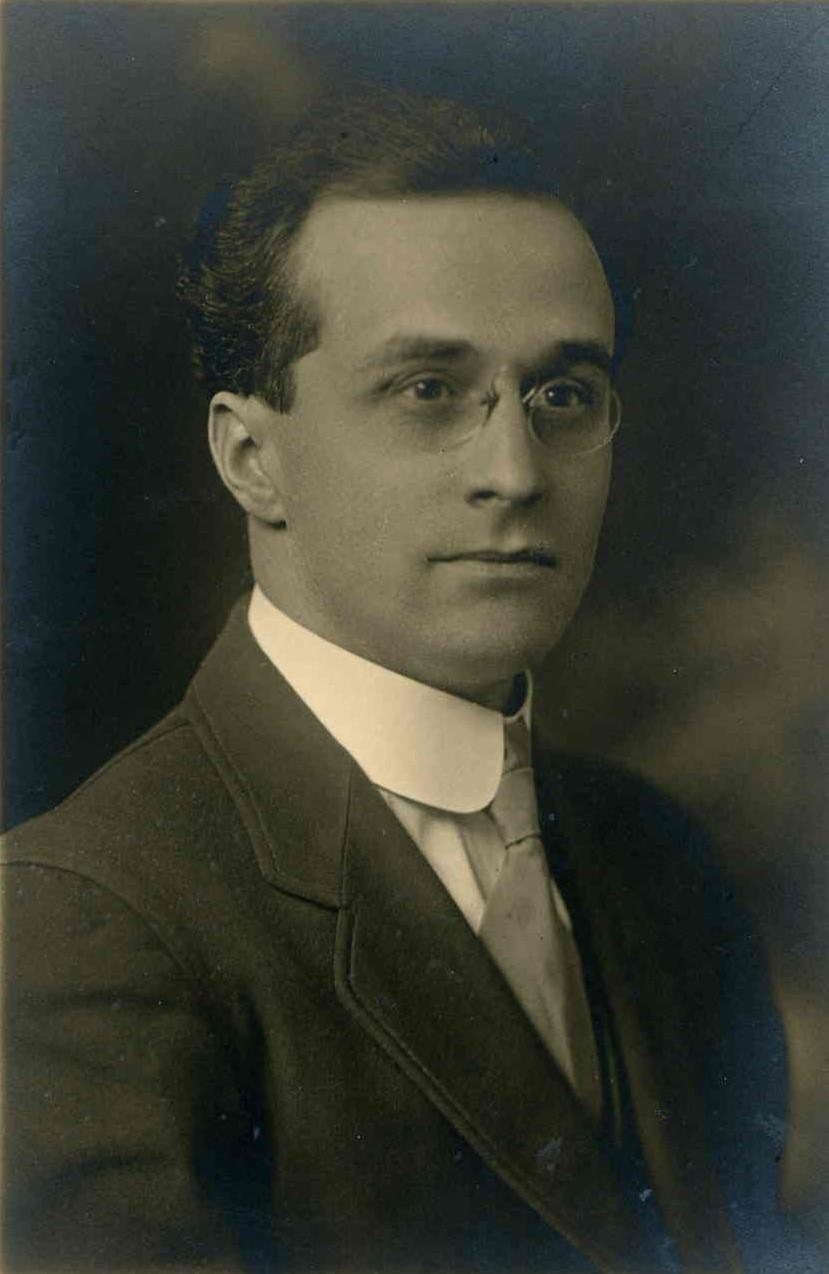
Albert Mead Pattison, 1920.

Albert Mead „Pat“ Pattison (* 9. April 1880 in Saint-Georges-de-Clarenceville, Québec; † 26. November 1957 in Hudson, Québec) war ein kanadischer Künstler, der als Maler, Grafiker und Architekt tätig war. Er signierte seine Hauptwerke mit A.M. Pattison und kleinere Arbeiten, wie Illustrationen, mit A.M.P.

## Leben
A.M. Pattison wurde als Sohn von William Mead Pattison, dem Zollinspektor von Clarenceville, und Charlotte Krans geboren. Seine frühe Ausbildung erhielt er an der Clarenceville Academy. Von 1899 bis 1903 studierte er Kunst und Architektur an der McGill University in Montreal. Zwischen 1908 und 1912 setzte er seine künstlerische Ausbildung an der Kunstschule der Art Association of Montreal fort, wo er bei renommierten kanadischen Künstlern wie William Brymner und Maurice Cullen lernte. Zu seinen Kommilitonen zählten spätere Mitglieder der Beaver Hall Group, darunter Emily Coonan, Edwin Holgate und Mabel May.
Nach seinem Studium arbeitete A.M. Pattison zunächst als Zeichner für das Architekturbüro Hutchison, Wood and Miller in Montreal. 1915 trat er eine Stelle als kommerzieller Künstler bei der Zeitung Montreal Gazette an, wo er 42 Jahre bis zu seinem Tod tätig war. Diese Teilzeitbeschäftigung ermöglichte es ihm, sich parallel seiner eigenen Kunst zu widmen. Er stellte mehrfach im Montreal Museum of Fine Arts aus und präsentierte seine Werke auch in Ausstellungen der Royal Canadian Academy of Arts. 
A.M. Pattison erlitt 1957 einen Schlaganfall, von dem er sich teilweise erholte und weiter malte. Er verstarb jedoch einige Monate später, am 26. November 1957, in Hudson, Québec, im Alter von 77 Jahren. Seine Werke sind heute in Sammlungen des Montreal Museum of Fine Arts, der Library and Archives Canada und der Art Gallery of Greater Victoria vertreten. 

## Werk
A.M. Pattison war ein sehr vielseitiger Künstler, der in vielen Medien arbeitete – Öl, Aquarell, Bleistift, Pastell, Buntstift und Radierung. Obwohl er auch Werke schuf, die von seinen Reisen an den Atlantik und nach Europa inspiriert waren, zeigen die meisten seiner Werke Szenen aus dem täglichen Leben in Montreal und der umliegenden Landschaft Quebecs.
Seine Stadtansichten sind wahrscheinlich sein wichtigstes Werk und spiegeln sein Studium und seine Wertschätzung der Architektur wider. Er schuf viele Werke, die architektonische Wahrzeichen der Innenstadt und der Altstadt von Montreal zeigen und seine Liebe zu dieser Stadt und ihrer Architektur widerspiegeln. Seine Tochter erzählte, dass er jedes Mal, wenn er erfuhr, dass eines der ehrwürdigen alten Gebäude der Stadt vom Abriss bedroht war, es zeichnete, um sicherzustellen, dass es für die Nachwelt erhalten blieb.
Der Einfluss von Maurice Cullen zeigt sich am deutlichsten in den Ölgemälden von A.M. Pattison und in den vielen Winterszenen, die er malte. Wie bei Cullen konnten seine Darstellungen von Schneestürmen dramatisch sein, aber seine Winterszenen konnten auch die friedliche oder heitere Seite der Stadtlandschaft von Montreal oder der mit frischem Schnee bedeckten Landschaft von Quebec zeigen.